# Resident Evil (відеогра, 2002)
Resident Evil (укр. Оселя зла) — відеогра в жанрі survival horror, розроблена та видана японською компанією Capcom. Випущена для ігрової консолі GameCube у 2002 році, вона є ремейком Resident Evil 1996 року, випущеної в свій час на PlayStation, першої частини серії відеоігор Resident Evil. Події гри розгортаються у 1998 році поблизу вигаданого містечка Раккун-Сіті на Середньому Заході США, де сталася серія загадкових вбивств. Гравець бере на себе роль Кріса Редфілда або Джилл Валентайн, офіцерів спецпідрозділу S.T.A.R.S., яких місто та поліція відрядили розслідувати ці вбивства.
Resident Evil розроблялася протягом одного року і двох місяців в рамках ексклюзивної угоди між Capcom і Nintendo. Режисером гри став Мікамі Сіндзі, який також розробляв оригінальну Resident Evil. Мікамі наважився на створення ремейку, бо відчував, що оригінал морально застарів, а можливості GameCube могли б наблизити його до початкового замислу. Якість графіки в зрівнянні з оригіналом значно покращилась. У ремейку також додані нові ігрові механіки, переглянуті головоломки, додаткові досліджувані зони, перероблений сценарій і нові сюжетні деталі, включаючи окрему сюжетну лінію, вирізану з оригінальної гри.
Після виходу гра отримала схвальні відгуки від ігрових рецензентів, які високо оцінили її графіку та покращений геймплей порівняно з оригінальною грою. Її часто описують як одну з найкращих, найстрашніших і найбільш візуально вражальних частин серії Resident Evil. Однак гра продалась гірше, ніж очікувалось, що змусило Capcom змінити напрямок серії на більш екшн-орієнтований підхід. У 2008 році гру було портовано на Wii з новою системою управління. У 2015 році вийшов комерційно успішний ремастер із високою роздільною здатністю для PlayStation 3, PlayStation 4, Windows, Xbox 360 та Xbox One, а згодом і для Nintendo Switch у 2019 році.

## Ігровий процес
Resident Evil є грою в жанрі survival horror, де гравець керує ігровим персонажем у перспективі від третьої особи, взаємодіючи з навколишнім середовищем. Для розвитку подій гравець повинен досліджувати маєток та його околиці, уникати, перехитровувати та перемагати монстрів, зокрема, зомбі та гігантських павуків. Гравець може відкривати двері, штовхати певні предмети, перелазити через перешкоди та підбирати предмети. Коли предмет зібрано, він зберігається в інвентарі, який гравець може переглянути в будь-який час. Предмети в інвентарі можна використовувати, розглядати та поєднувати для вирішення головоломок та отримання доступу до раніше недоступних локацій. Інвентар обмежений певною кількістю слотів, що змушує гравця часто перекладати предмети з інвентарю до ящиків для зберігання, розташованих у певних місцях, для раціонального використання вільного місця.
Хоча гравець може використовувати вогнепальну зброю для вбивства монстрів, Resident Evil робить акцент на тактиці уникання, а не на швидкому темпі бою, надаючи гравцеві обмежену кількість боєприпасів. Гравець також має обмежену кількість здоров'я, яке зменшується під час атак монстрів. Гравці можуть відновлювати здоров'я, збираючи та вживаючи трави, які можна змішувати з іншими травами для посилення їхнього цілющого ефекту. Деякі монстри також можуть отруїти гравця, що поступово виснажує його здоров'я з часом, поки отрута не буде вилікувана сироваткою або спеціальними травами. Вбиті, але не обезголовлені і не спалені зомбі з часом відроджуються і мутують у більш смертоносних та прудких потвор.
Гравець може грати за Кріса Редфілда або Джилл Валентайн, кожен персонаж має свої переваги та недоліки. Так, наприклад, Кріс може отримувати і наносити більше шкоди, ніж Джилл, але Джилл може носити більше предметів і відмикати двері за допомогою відмички. Обидва персонажі можуть використовувати оборонне знаряддя, яке може врятувати їх від пошкоджень, якщо їх схопить ворог. Серед них — кинджал та унікальна спеціальна зброя: Джилл може задіяти електрошокер, а Кріс може запхати світлошумові гранати у рота зомбі та підірвати їх пострілом з пістолета. Оборонне знаряддя обмежене і може бути використане лише тоді, коли гравця схопив монстр.
У грі присутня мінімапа із функцією туман війни, яка допомагає гравцям орієнтуватися в різних частинах гри. Крім того, гравець може збирати карти певних ділянок, аби відкрити недосліджені області. Щоб зберегти свій прогрес, гравцям потрібно знайти чорнильні стрічки і використати їх за допомогою друкарської машинки; гра має обмежений запас чорнильних стрічок, тому гравці не можуть зберігати свій прогрес скільки завгодно разів. Історія дещо варіюється залежно від персонажа, за якого грає гравець, і певні рішення, які гравець приймає у грі, можуть вплинути на хід гри та її кінцівку. Пройшовши гру на певному рівні складності та з певним лімітом часу, гравець може розблокувати секретні костюми для головних героїв, бонусну зброю та спеціальні режими складності.

## Сюжет
24 липня 1998 року на околиці містечка Раккун-Сіті, що на Середньому Заході США, стається низка дивних убивств. Розслідуванням займається Спеціальна тактико-рятувальна служба (S.T.A.R.S.) департаменту поліції Раккун-Сіті. Після втрати зв'язку з командою «Браво» на пошуки відправляється команда «Альфа». Знайшовши в лісі розбитий гелікоптер команди Браво, вони вирушають на пошуки, але на них нападає зграя потворних собак, вбиваючи одного з команди. Після того, як пілот гелікоптера команди Альфа, Бред Вікерс, панікує і втікає сам, решта членів команди — Кріс Редфілд, Джилл Валентайн, Альберт Вескер і Баррі Бертон — ховаються в занедбаному маєтку неподалік, де вирішують розділитися.
Розвідуючи маєток, персонаж, керований гравцем (Кріс або Джилл), знаходить кількох членів команди «Браво», зокрема Кеннета Саллівана, якого заживо пожирає зомбі; Річарда Айкена, якого або вбиває гігантська змія, або з'їдає велика акула; Фореста Спайєра, якого знаходять мертвим і воскрешають у вигляді зомбі; лідера команди «Браво» Енріко Маріні, який виявляє, що в команді «Альфа» є зрадник, перш ніж його вбиває непомічений стрілок. До Кріса приєднується Ребекка Чемберс, вціліла з команди «Браво». Головний герой дізнається про серію незаконних експериментів, які проводить підпільна дослідницька група під керівництвом фармацевтичної компанії Umbrella Corporation. Маєток кишить жахливими створіннями, що з'явилися в результаті цих експериментів, які піддали персонал і дику природу впливу високоінфекційного і мутагенного біологічного агента, відомого як Т-вірус.
Головний герой знаходить таємну підземну лабораторію, в якій проводяться експерименти Амбрелли. Усередині вони знаходять Джилл або Кріса (залежно від обраного персонажа) в камері і стають свідками того, як Вескер програмує Тирана, гуманоїдну біологічну зброю. Вескер розкриває, що він був подвійним агентом, який працював на Амбреллу, і планує використати Тирана для вбивства членів S.T.A.R.S. У подальшому протистоянні Вескера нібито вбивають, а головний герой перемагає Тирана. Після активації процесу самознищення лабораторії, герой досягає вертолітного майданчика і зв'язується з Бредом для евакуації. Кінцівка гри варіюється залежно від дій гравця у ключові моменти: у найкращій кінцівці Кріс, Джилл, Баррі та Ребекка тікають на гелікоптері після чергової перемоги над Тираном; у найгіршій кінцівці маєток залишається неушкодженим, а персонаж гравця залишається єдиним вцілілим.

## Розробка
Resident Evil була розроблена студією Capcom Production Studio 4 під керівництвом Мікамі Сіндзі, який також розробляв оригінальну Resident Evil для консолі PlayStation. Гра була частиною ексклюзивної угоди між Capcom та Nintendo, яка передбачала вихід попередніх та нових ігор серії Resident Evil на GameCube. На відміну від Resident Evil 2, Resident Evil 3: Nemesis та Resident Evil Code: Veronica, які були просто портовані на GameCube, Мікамі вирішив створити ремейк оригінальної гри, оскільки відчував, що її графіка доволі сильно застаріла, і новим гравцям буде важко оцінити її як належить. Програміст Ясухіро Анпо назвав погану локалізацію оригінальної гри ще однією причиною для ремейку. Мікамі та продюсер Кобаяші Хіроюкі погодилися, що GameCube допоможе їм наблизити гру до оригінального задуму, який команда мала для серії. Як сказав директор з маркетингу компанії Тодд Торсон, головна мета полягала в тому, щоб «досягти кінематографічної якості візуальних ефектів і створити ще більше напруження і страху, ніж в оригіналі».
Розробка почалася на початку 2001 року з командою з усього лише чотирьох програмістів. Оскільки Resident Evil була однією з перших ігор Capcom, розроблених для GameCube, команді розробників довелося вивчати можливості системи на перших етапах розробки. У ході роботи команда хотіла переконатися, що ті, хто вже грав у версію 1996 року, знайдуть у ремейку щось цікаве і для себе.  Спочатку команда розглядала можливість створення навколишнього середовища за допомогою комп'ютерної графічної анімації, але потім зрозуміла, що такий підхід вимагав би занадто великих апаратних потужностей та обробки для досягнення реалістичної графіки. В результаті, в графічній стилістиці ремейку використані 3D-моделі на попередньо відрендерених фонах, як у ранніх іграх серії Resident Evil. Незважаючи на це, камера стала більш динамічною і може відстежувати гравця під різними кутами. У фонах також використовуються ефекти частинок і відеошари повністю рухливих відео для імітації таких ефектів, як бурхлива вода або гілки дерев, що колишуться. Нагнітання страху у гравців було пріоритетним завданням, тому багато ігрових декорацій були розроблені з високим контрастом між темним і світлим, щоб вороги могли з'являтися несподівано.
Спочатку розробники планували обмежитися тільки покращенням графіки та вдосконаленням геймплею. Однак, коли розробка гри наближалася до завершення, Capcom почала вносити більш суттєві зміни. Наприклад, інвентар було розширено, щоб гравці могли носити стандартні речі, такі як відмичка Джилл, а предмети захисту, які спочатку були включені в основний інвентар, були введені для того, щоб зробити гру легшою, ніж в оригіналі. Також було додано кілька нових видів зброї, щоб розширити спектр можливих способів ведення бою. Вороги в грі були перебалансовані, щоб пристосуватися до цього. Спочатку розробники планували зробити всіх ворогів невидимими, але від цієї ідеї відмовилися, оскільки це зробило б ремейк дуже відмінним від оригінальної гри. Однак вони зробили так, щоб зомбі могли повертатися до життя після вбивства у вигляді більш небезпечних Багряних голів. Розробники додали нові зони для дослідження, змінили дизайн більшості головоломок і додали додаткову схему управління. Ще одним доповненням є окрема лінія сюжету за участю персонажа Лізи Тревор, який було вирізано з оригінальної гри. Замість того, щоб використовувати прикметники для опису рівнів складності, Мікамі вирішив створити унікальні запитання, щоб гравець сам вибрав найскладніший. У пізнішому інтерв'ю Кобаяші заявив, що багато з цих доповнень і суттєвих змін були навмисними зусиллями для залучення бувалих гравців.
Capcom провела прослуховування акторів, яких дизайнери персонажів використовували прототипами. Обличчя головних героїв були засновані на реальних людях, а для анімації їхніх моделей використовували технологію захоплення руху. Близько 60 відсотків рухів персонажів були анімовані на основі захоплених даних, тоді як решта була створена з нуля. Розробникам спочатку було важко розробити систему для комп'ютерної графічної анімації. Однак Nintendo допомогла їм у цьому, і згодом проблему вдалося подолати. Capcom також найняла нових акторів озвучення та переписала сценарій гри, щоб зробити сюжет більш захопливим. Гра розроблялася протягом одного року і двох місяців. Завершальний етап розробки був дуже інтенсивним, оскільки програмістам довелося працювати два місяці поспіль без вихідних, щоб вкластися в дедлайн. Resident Evil вийшла в березні 2002 року в Японії, у квітні 2002 року в Північній Америці та у вересні 2002 року в Європі.

## Сприйняття
| Агрегатор  | Оцінка |
| ---------- | ------ |
| Metacritic | 91/100 |

| Видання        | Оцінка      |
| -------------- | ----------- |
| AllGame        | 4.5/5 зірок |
| Edge           | 8/10        |
| Famitsu        | 39/40       |
| GamePro        | 4.5/5 зірок |
| GameRevolution | A−          |
| GameSpot       | 8.9/10      |
| GameSpy        | 4.5/5 зірок |
| IGN            | 9.0/10      |
| NGC Magazine   | 89/100      |

Після виходу на GameCube Resident Evil отримала схвальні відгуки критиків. Метт Казамасіна, рецензент IGN, вважає, що гра є «тріумфальною як самобутня пригода і великим досягненням як ремейк», назвавши її «найкрасивішою, найатмосфернішою і найстрашнішою грою, в яку ми коли-небудь грали». Рецензент GameSpot Шейн Саттерфілд описав ремейк як «дивовижну гру, яка, безумовно, є найкращим, що може запропонувати серія», а видання Edge відзначило, що безжальний ігролад і технічний артистизм гри посилюють напругу і тривогу, які були в оригіналі.
Гра одержала широку похвалу за свою графіку. GameSpot відзначив увагу до деталей, реалістичну кров, об'ємний туман та інтеграцію світла і тіней у реальному часі з попередньо відрендереними фонами, коментуючи, що Capcom «нарешті вдосконалила мистецтво поєднання попередньо відрендерених декорацій з навколишньою анімацією та полігональними об'єктами, і в результаті вийшла найбільш візуально вражальна відеогра з усіх коли-небудь випущених». IGN підкреслив складну геометрію моделей персонажів, зазначивши, що «близькі кадри Кріса чи Джилл виглядають майже фотореалістично». У статті для NGC Magazine Джес Бікхем зауважив, що, на відміну від оригінальної Resident Evil, контраст між моделями персонажів і фоном є бездоганним. Він також зазначив, що гра «настільки візуально багата, що просто побачити наступну локацію — це досвід, який варто цінувати».
Захоплива та кінематографічна атмосфера гри отримала визнання, а Game Revolution навіть заявили, що гра робить оригінальну Resident Evil схожою на Pong. Гру також похвалили за реалістичний звук. Рецензент AllGame Скотт Алан Марріотт відзначив, що гра «створює постійне відчуття страху, не надто покладаючись на очевидні шокові ефекти», а GameSpot підкреслили якість і різноманітність звукових ефектів, зазначивши, що «здається, є дюжина звукових ефектів для одних лише кроків». Втім, деякі видання вважали озвучку слабкою через її перебільшену подачу. Хоча обмежене управління грою та керування інвентарем було піддано критиці, зміни в багатьох аспектах ігрового процесу були сприйняті позитивно. Майк Вейганд з GamePro написав: «Це як грати в Resident Evil вперше». GameSpot зауважив, що оборонне знаряддя додає до гри новий елемент стратегії. Однак управління було розкритиковано за відсутність аналогової точності, яка раніше була доступна у версії Resident Evil 2 для Nintendo 64.
Редакція GameSpot назвала Resident Evil найкращою відеогрою квітня 2002 року. На церемонії нагородження GameSpot Best and Worst of 2002, Resident Evil була номінована в категоріях «Найкращий сюжет на GameCube», «Найкраща графіка (технічна) на GameCube» та «Найкраща пригодницька гра в жанрі екшн» на GameCube. Станом на січень 2004 року в США було продано 445 176 копій гри. У травні 2008 року Capcom повідомила, що загалом було продано 1,35 мільйона копій гри.

### Спадщина
Resident Evil часто вважають однією з найкращих і найбільш візуально вражальних ігор серії. За оцінкою IGN, графіка гри «стала новим стандартом, за яким будуть рівнятися всі майбутні частини серії». У 2009 році журнал Official Nintendo Magazine поставив гру на 43 місце у списку найкращих ігор Nintendo. Оглядач Digital Spy Ліам Мартін зауважив, що гра є «довершеною версією справжньої класики» і що вона все ще виглядає «фантастично» майже через 13 років після її першого виходу. Хоча гра отримала схвальні відгуки критиків, вона продавалася гірше, ніж очікувалося. В результаті Мікамі та Capcom вирішили, що наступні ігри серії Resident Evil відійдуть від жанру survival horror і включатимуть більше елементів екшену, починаючи з Resident Evil 4 у 2005 році. Перед цим Capcom розробила Resident Evil Zero, прямий приквел, що використовував той самий графічний рушій і вийшов наприкінці 2002 року.

## Перевидання та ремастер

### Версія для Wii
У грудні 2008 року Resident Evil було портовано на спадкоємця GameCube, Wii, разом з Resident Evil Zero. Порт, Resident Evil Archives: Resident Evil, має підтримку системи керування як пульта Wii Remote, так і контролера GameCube. Хоча спочатку Capcom не планувала випускати версію для Wii за межами Японії, аргументуючи це тим, що гра не буде дуже добре продаватися, гра все ж таки вийшла в Північній Америці та Європі в червні 2009 року завдяки комерційному успіху Resident Evil 5. Версія для Wii отримала загалом схвальні відгуки критиків, але деякі видання критикували її за застаріле управління, брак нових фішок і відсутність широкоекранної підтримки.

### HD-ремастер
| Агрегатор  | Оцінка                 |
| ---------- | ---------------------- |
| Metacritic | PC: 82/100 PS4: 83/100 |

| Видання        | Оцінка    |
| -------------- | --------- |
| Eurogamer      | 7/10      |
| Game Informer  | 9.5/10    |
| GameRevolution | 4/5 зірок |
| GameSpot       | 7/10      |
| IGN            | 8.0/10    |

У січні 2015 року вийшла версія Resident Evil HD Remaster для PlayStation 3, PlayStation 4, Windows, Xbox 360 та Xbox One у HD-форматі. HD-версія підтримує об'ємний звук 5.1, а також роздільну здатність 1080p і широкоформатне співвідношення сторін 16:9. Хоча оригінальні попередньо відрендеровані фони мають формат 4:3, розробники вирішили не переробляти їх у 16:9, оскільки це дозволило б гравцям бачити більше деталей оточення, ніж це було задумано, що зменшило б відчуття занурення та небезпеки.
Ремастер мав комерційний успіх, побивши рекорди продажів. Він став найпопулярнішою грою в PlayStation Network і найшвидше продаваною цифровою грою Capcom у Північній Америці та Європі. Capcom оголосила, що до квітня 2015 року продажі ремастера перевищили мільйон копій. Його комерційний успіх призвів до того, що Capcom оголосила про аналогічне видання Resident Evil Zero у 2015 році. Критичні відгуки про ремастер були загалом сприятливими. Низка критиків зауважила, що деякі функції, такі як система інвентарю та вимога повторного проходження раніше досліджених локацій морально застаріли, але загалом вони погодилися, що ремастер став справжнім відродженням класичної гри. Нова схема управління також була визнана більш інтуїтивно зрозумілою та приємною, особливо для нових гравців. Станом на вересень 2022 року ремастер розійшовся накладом 3,7 мільйона копій по всьому світу на всіх платформах.